# Jonas Görnerup
Jonas Görnerup (Gotemburgo, 5 de diciembre de 1961) es un exjugador sueco de squash. 

## Carrera
Jonas Görnerup fue un jugador activo de squash en las décadas de 1980 y 1990. Con la selección nacional sueca participó en los campeonatos mundiales de 1985, 1987, 1989 y 1991, además de en varios campeonatos europeos. Con la selección, se proclamó campeón de Europa en 1983 contra Inglaterra. 
Entre 1985 y 1989, disputó con Suecia cuatro finales más, siempre contra Inglaterra. En 1983, participó por única vez en el cuadro principal del campeonato mundial individual, donde fue eliminado en la primera ronda.
Después de su carrera como jugador, comenzó a trabajar como entrenador. Actualmente, es entrenador de la selección nacional española.

## Logros
- Campeón de Europa por equipos: 1983